# گرن توریسمو اسپورت
گرن توریسمو اسپورت (به انگلیسی: Gran Turismo Sport) یک بازی ویدئویی در سبک مسابقه‌ای است که توسط پولی‌فونی دیجیتال ساخته شده، و بوسیلهٔ سونی اینتراکتیو انترتینمنت در اکتبر سال ۲۰۱۷ به‌طور انحصاری برای کنسول پلی‌استیشن ۴ منتشر شد. این بازی برای اولین بار در نمایشگاه بازرگانی «هفته بازی‌های پاریس» سال ۲۰۱۵، به عنوان سیزدهمین قسمت در مجموعه بازی‌های گرن توریسمو رونمایی شد. گرن توریسمو اسپورت یک بازی مستقل و جداگانه می‌باشد که بخشی از سری اصلی به حساب نمی‌آید و همچنین سازگار با هدست واقعیت مجازی پلی‌استیشن وی‌آر است. در این نسخه ۱۷۷ خودرو و ۲۷ پیکربندی برای ۱۹ مکان مسابقه وجود دارد.